# Nakajima B5N

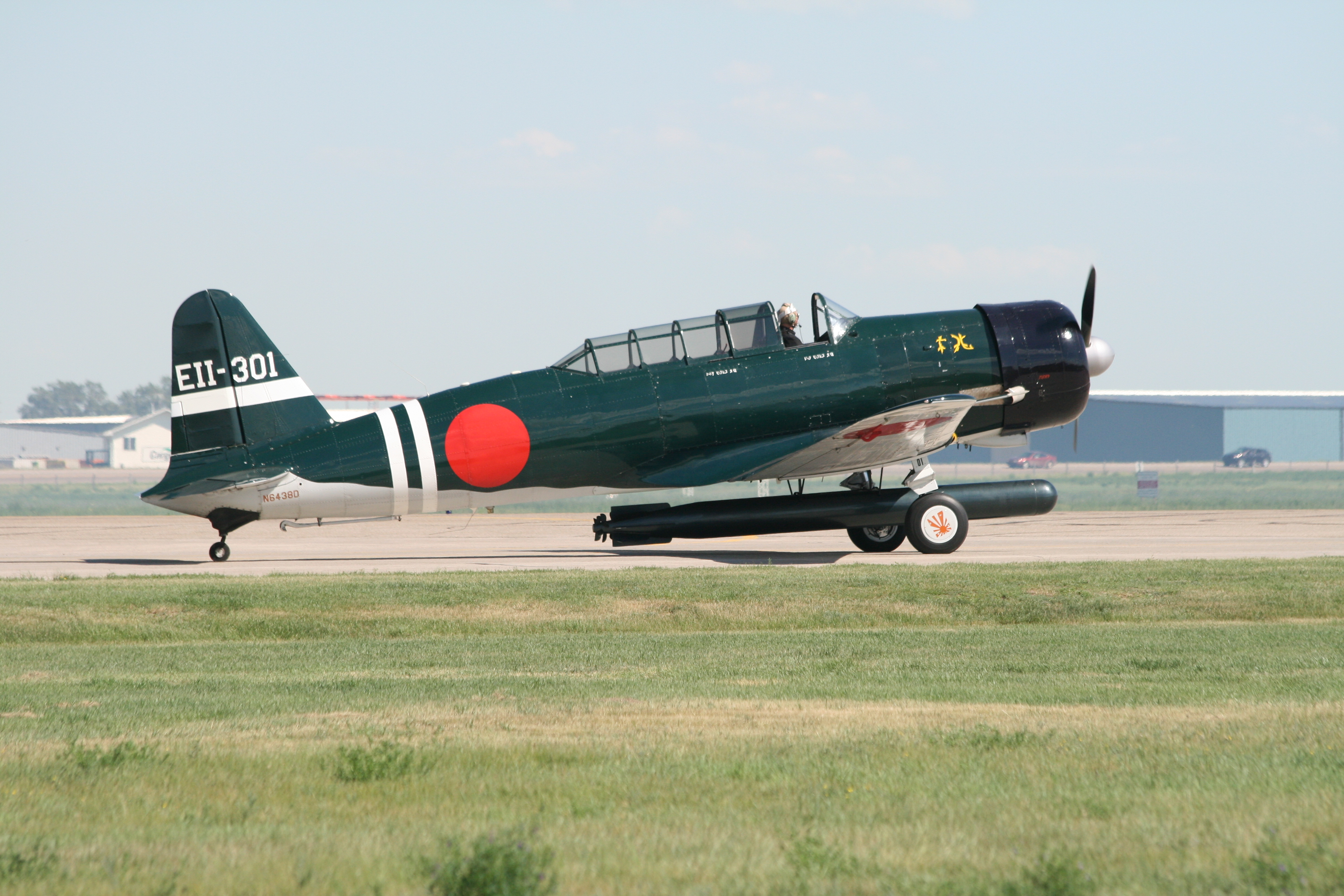
réplique de Nakajima B5N

Le Nakajima B5N (japonais : 中島 B5N, désigné sous le code allié Kate) est le bombardier-torpilleur standard de la Marine impériale japonaise lors de la Seconde Guerre mondiale.
Bien que plus rapide et capable que ses concurrents alliés (l'américain TBD Devastator ou le britannique Fairey Swordfish), le B5N était déjà obsolète en 1941. Cependant, il servit tout au long de la guerre, notamment à cause du retard de développement de son remplaçant : le B6N. Dans les premiers mois de la campagne du Pacifique, piloté par des équipages japonais aguerris et très bien coordonnés, le B5N connut de grandes victoires durant les batailles de Pearl Harbor, de la mer de Corail, de Midway et des îles Santa Cruz.

## Conception
Le prototype vole en janvier 1937 et la production démarra à la fin de l'année. Après son emploi en Chine, une nouvelle version B5N2 fut produite début 1940. Entre 1937 et 1943, 1 149 exemplaires furent produits. Ils furent considérés comme les meilleurs avions torpilleurs embarqués, avions alliés compris jusqu'en 1943.

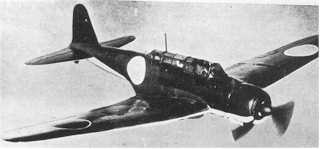
Nakajima B5N2 « Kate » en vol.

## Versions
Le B5N a été produit en deux versions, le B5N1 et le B5N2, surnommé « Kate ». La différence entre celles-ci était exclusivement due au changement du propulseur qui passa à une puissance de 1 000 ch. Le capot moteur fut aussi modifié à la suite de ce changement, ce qui est le moyen le plus simple pour identifier les deux versions. Il est à noter que les B5N1 avaient tous été remplacés par la version 2 à la date du 7 décembre 1941, et donc aucun ne participa à la guerre du pacifique en première ligne. Il était vulnérable aux attaques des chasseurs, particulièrement lorsqu'il se préparait à larguer une torpille. En effet, ses réservoirs d'essence n'étaient pas protégés, ni auto-obturants, à l'image de tous les avions japonais au début du conflit.
Le Nakajima B6N « Jill » fut appelé à le remplacer, mais le « Kate » resta en service comme appareil de reconnaissance à long rayon d'action et de lutte anti-sous-marine et aussi comme avion kamikaze.

## Engagements
- 144 B5N2 participèrent à l'attaque sur Pearl Harbor du 7 décembre 1941, ils assénèrent un coup rude à la flotte du pacifique ;
- parmi leurs nombreuses victimes on trouve notamment les porte-avions Lexington, Yorktown, et Hornet.
- Bataille de la mer de corail
- Bataille de Midway

### Développement lié
- Nakajima B6N

### Aéronefs comparables
- TBD Devastator
- Fairey Albacore